# Robert Bacon

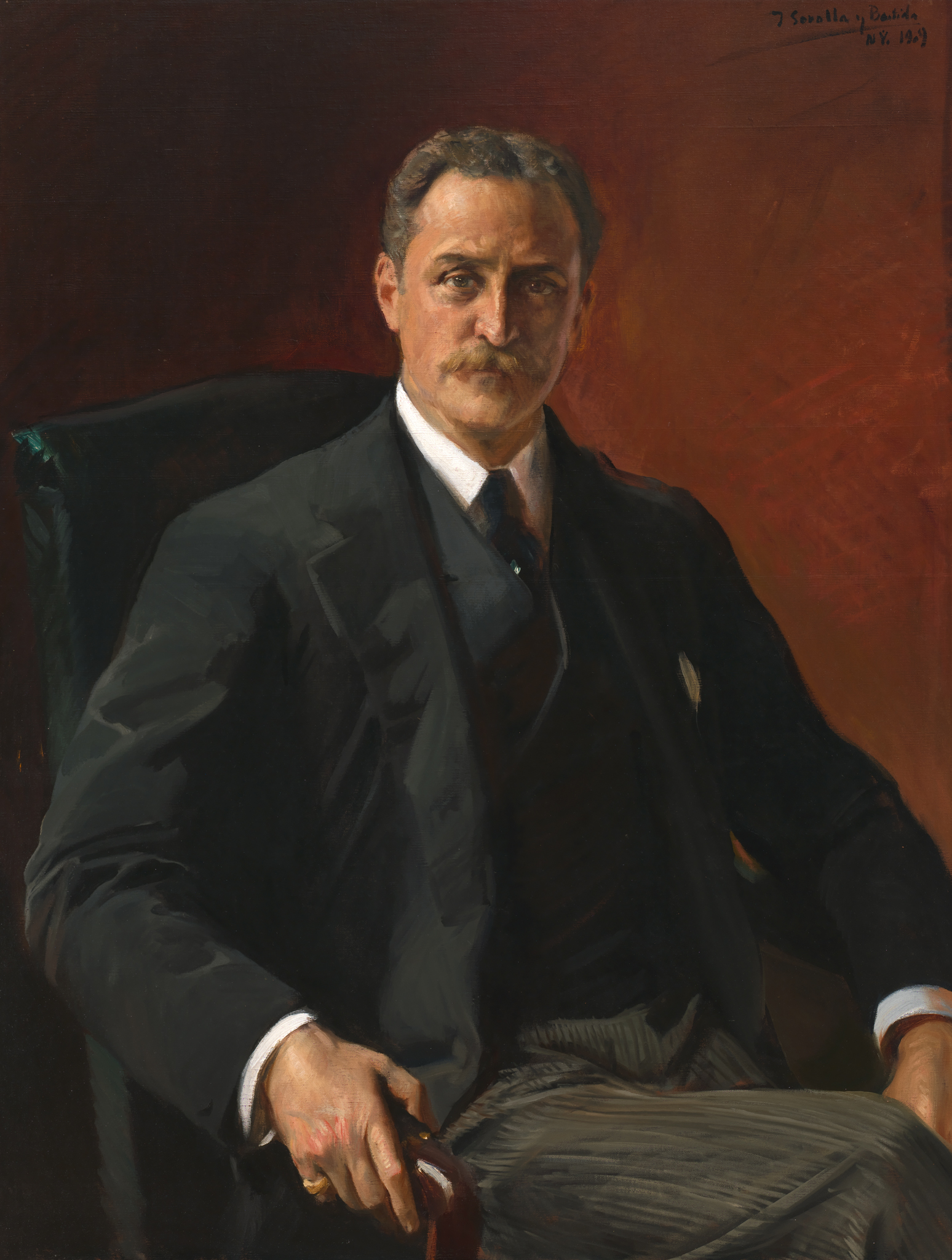
Robert Bacon

Robert Bacon, född 5 juli 1860, död 29 maj 1919, var en amerikansk republikansk politiker och diplomat.
Han föddes i Jamaica Plain, Massachusetts som sedan 1874 hör till Boston. Han studerade vid Harvard University och gifte sig 1883 med Martha Waldron Cowdin. Deras son Robert L. Bacon var bankman och ledamot av USA:s representanthus.
Bacon arbetade för J.P. Morgan & Co. och var med om att grunda U.S. Steel och Northern Securities Company.
Han var biträdande utrikesminister (Assistant Secretary of State, på den tiden nr. 2 på USA:s utrikesdepartement) 1905–1909 och utrikesminister 1909 under president Theodore Roosevelt. Som utrikesminister fick han kongressens godkännande för kanalfördragen med Colombia och Panama. Han var USA:s ambassadör i Frankrike 1909–1912.
I första världskriget arbetade Bacon i John Pershings stab och befordrades till överstelöjtnant 1918. Han avled i New York 58 år gammal.